# Chiesa di San Giuseppe e Madonna di Lourdes
La chiesa di san Giuseppe e Madonna di Lourdes è un edificio di culto cattolico italiano, sito nella periferia orientale di Napoli, nel quartiere denominato San Giovanni a Teduccio.

## Storia
Il progetto per la costruzione della chiesa parrocchiale di San Giuseppe e Madonna di Lourdes fu redatto dal famoso architetto napoletano Giulio De Luca e venne approvato il 26 giugno 1958, a seguito d'istanza inoltrata in data 6 settembre 1957 per cui l'Ordinario Diocesano di Napoli chiedeva, ai sensi della legge 18 dicembre 1952 n. 2522, il contributo dello Stato per i lavori di costruzione, al rustico, della chiesa. Solo dopo continue sollecitazioni dell'allora parroco, sac. Cristoforo Lucarella, si ottenne - ad opera dell'Istituto Autonomo Case Popolari - l'edificazione di una chiesa al centro del Rione Nuova Villa. Il direttore dei lavori fu l'ing. Guido Ricci, mentre la ditta che li eseguì era del comm. Vittorio Bellucci.
La costruzione della chiesa ebbe inizio, con Decreto dell'Ordinario Diocesano di Napoli, in data 7 febbraio 1959.
Nel febbraio del 1960 furono consegnati i locali parrocchiali, mentre la nuova chiesa venne consegnata, completa solo di opere murarie, il 5 marzo 1961 alla presenza del cardinale Alfonso Castaldo. Essendo ancora non completa, fu oggetto di importanti opere di completamento (impianti elettrico, pavimentazione, impianto microfonico e di illuminazione) e venne solennemente consacrata e aperta al culto il 20 giugno 1964 dal vescovo ausiliare della diocesi di Napoli Paolo Savino.
L'ente parrocchia fu eretto con decreto dell'ordinario diocesano, il cardinale Alfonso Castaldo, il giorno 7 febbraio 1959; mentre il sac. Cristoforo Lucarella, allora vicario economo, fu nominato primo parroco il 6 giugno 1960.

## Descrizione
La chiesa di San Giuseppe e Madonna di Lourdes è realizzata con telaio in cemento armato e muratura in laterizi ed è composta da un'unica ampia navata a pianta rettangolare, con l'asse longitudinale orientato a nord-est e con la parete terminale (area presbiterale) a sud-ovest, dilatata in forma concava. Il tetto è realizzato con struttura in cemento armato autoportante. L'ingresso è preceduto da uno spazio antistante coperto (portico).
L'interno della chiesa si presenta con una simmetria bilaterale costituita da una sequenza ritmica di spazi con piccole cavità, per ospitare le immagini sacre, incorniciate dai pilastri, tra cui il dipinto di San Giuseppe Moscati del pittore Nicola Iuppariello.
L'esterno della chiesa è interamente costituito da un rivestimento in mattoni e da elementi strutturali in cemento.